# Groupe El Insaf
Ne doit pas être confondu avec Parti de l'équité.
Le Groupe El Insaf (en arabe : فريق الإنصاف lit. « Groupe de l'équité ») est un groupe parlementaire à l'Assemblée nationale de Mauritanie. Le nom du groupe est utilisé depuis la refondation du groupe de l'Union pour la République lors de la 9e législature de l'Assemblée nationale.
Le Parti de la conciliation et de la prospérité (HIWAR) rejoint le groupe pour la 10e législature de l'Assemblée nationale à la suite des élections législatives de 2023.

## Liste des présidents
| Nom                        | Début        | Fin      |
| -------------------------- | ------------ | -------- |
| Mohamed Lemine Hamoud Amar | 26 juin 2023 | en cours |

## Historique des membres
| Année | Sièges    | +/-           | Notes |
| ----- | --------- | ------------- | ----- |
| 2023  | 110 / 176 | en stagnation |       |